# Personnages d'Animal Crossing
 (août 2014).
Si vous disposez d'ouvrages ou d'articles de référence ou si vous connaissez des sites web de qualité traitant du thème abordé ici, merci de compléter l'article en donnant les références utiles à sa vérifiabilité et en les liant à la section « Notes et références ».
Cette article présente tout les personnages non joueur (sauf le joueur lui-même) parus dans les jeux de la série Animal Crossing depuis le premier opus, Animal Crossing sorti le 14 avril 2001 sur Nintendo 64 au Japon et le 24 septembre 2004 en Europe sur GameCube jusqu'à Animal Crossing : New Horizons sorti le 20 mars 2020 à l'international.

## Joueur
Le personnage joué par le joueur aurai toujours une forme humaine. Avant même de poser les pieds sur l'île, le joueur pourra personnalier son personnage (l'apparence pourra être modifiée par la suite).

## Tom Nook
Tom Nook est un Tanuki au anthropomorphe de fiction apparaissant dans la série de jeux vidéo Animal Crossing créée par Takashi Tezuka et Katsuya Eguchi. Il est agent immobilier. Il est né un 30 mai.

### Histoire dans le jeu
Tom Nook apparait pour la première fois dans Animal Crossing où il est vendeur dans sa propre boutique, le « Magasin Nook ». Il vend au joueur une petite maison qu'il faudra rembourser, puis il propose des agrandissements pour la maison moyennant un prêt plus ou moins cher selon le niveau d'agrandissement. Il tient donc sa boutique où il est possible d'acheter des objets et des outils tels que la pelle, la canne à pêche ou le filet à insectes. Sa boutique s'agrandira au fil du jeu allant de la « Boutique Nook » à l'«HyperNook ». Dans Animal Crossing: Wild World, il est toujours vendeur dans sa boutique, mais cette fois il ne donne pas une maison, il la fait construire à l'emplacement préalablement choisi par le joueur grâce à Amiral, le chauffeur de taxi. Il demande ensuite au joueur de travailler pour lui. Puis dans Animal Crossing: Let's Go to the City, il vend au joueur une maison que celui-ci aura choisi parmi les maisons à vendre proposées par la mairie. Il propose une nouvelle fois au joueur de travailler pour lui et gagner des clochettes (la monnaie du jeu). Et enfin dans Animal Crossing: New Leaf, il devient agent immobilier et vend et construit une maison pour chaque joueur et l'agrandit suivant le même système que dans les précédents opus de la série de jeux vidéo.

### Apparitions
- Animal Crossing : Est vendeur.
- Animal Crossing : Wild World : Vendeur.
- Animal Crossing : Let's Go to the City : Vendeur.
- Animal Crossing : New Leaf : Devient agent immobilier.

## Marie
Marie (しずえ Shizue en japonais), est une Shih Tzu femelle née le 20 décembre et apparaissant dans les jeux de la série Animal Crossing. Marie est une travailleuse optimiste, amicale est un peu étourdie qui prône les valeurs du respects et du travail. On la reconnait à son sourire chaleureux qu'elle affiche constamment. Marie est également la sœur jumelle de Max.

### Dans les jeux de la série principale
Marie apparaît pour la première fois dans le quatrième opus de la série, Animal Crossing: New Leaf. Dans celui-ci, elle est assistante du maire. Lorsque le joueur désir changer l'hymne, le drapeau de l'île ou encore connaître l'évaluation de celle-ci, c'est à Marie qu'il doit s'adresser. Elle est présente à presque chaque évènement spécial et offre au joueur des cadeaux lié à cet évènement. Elle revient huit ans plus tard dans Animal Crossing: New Horizons où elle occupe le même rôle que dans l'opus précédent. Cette fois, elle peut écouter le joueur s'il a des problèmes par rapport à un habitant de son île et lui faire changer de tenue, de comportement, etc. . Elle peut aussi promouvoir des arrêtés sur demande du joueur pour que, par exemple, les habitants arrosent les fleurs. Lorsque la réputation de l'île est montée à cinq étoiles, Marie offre au joueur le plan de bricolage de l'arrosoir en or.

### Hors-série
Elle est présente dans le jeu Happy Home Designer ou elle confie les différents projets d'urbanisation de la ville comme l'école ou le café au joueur. Celui-ci, à l'aide de la carte amiibo à l'effigie de Marie, peut décorer sa maison. Dans Animal Crossing: Pocket Camp, c'est Marie qui confie au joueur un camping et le guide dans ses débuts. Par la suite, elle sera présente sur la place du marché, toujours prête à répondre au question du joueur. Son meuble, un diaporama, est achetable moyennant 300 tickets verts.

### Autres
Marie apparaît comme trophée aide dans Super Smash Bros. for Nintendo 3DS / for Wii U. Dans ce même jeu, un costume pour Mii à son effigie est disponible. Marie revient ensuite, cette fois en tant que combattante, dans Super Smash Bros. Ultimate. Elle apparaît également dans Mario Kart 8 en tant que personnage jouable. Elle apparaît comme personnage dans Super Mario Maker où elle est disponible en scannant sa carte Amiibo. Un costume à son effigie est présent dans Miitopia. À la suite de la collaboration entre Animal Crossing et Monster Hunter, un DLC de Monster Hunter 4 Ultimate ajoute Resetti et Marie en tant que trophées.

## Kéké Laglisse
Kéké Laglisse (とたけけ Totakeke en japonais), est un Jack Russel mâle né le 23 août et apparaissant dans les jeux de la série Animal Crossing. C'est un musicien dans l'âme et renommé dans le monde entier. Il se trimbale toujours avec sa fidèle guitare et se produit certains jours en concert sur l'île de joueur.

### Dans les jeux de la série principale
Kéké apparaît pour la première fois dans l'opus Animal Crossing de 2001 ou il se produit tout les samedis soir devant la gare. C'est lui qui apparaît en premier lorsque le joueur lance une partie pour la première fois. Le joueur peut demander à Kéké de jouer une chanson précise ou une chanson au hasard parmi les 55 chansons de son repère présentent dans cet opus. Il revient pour le deuxième opus Animal Crossing: Wild World en 2005. Cette fois, Kéké se produit au perchoir, le café de Robusto de 20 h à minuit. Le joueur peut laisser décider Kéké ou bien lui demander une chanson précise. À la fin de cette chanson, Kéké remettra au joueur un enregistrement qu'il pourra écouter s'il possède une chaîne hi-fi. Dans cet opus, c'est 72 chansons qui sont collectionnables. Kéké occupe le même rôle dans l'opus de 2008, Animal Crossing: Let's Go to the City à une différence près, il peut désormais jouer plusieurs chansons dans la même soirée mais ne donnera la copie que de la première chanson jouée. En 2012, Kéké revient avec un nouveau rôle de DJ dans le quatrième opus : Animal Crossing: New Leaf. Il se produit tout les soirs au Club MDR de Ciboulot et permet au joueur de débloquer de nouvelles mimiques. Les samedis soirs, il retourne à son rôle de guitariste et proposera au joueur de choisir un titre, de le laisser choisir ou la nouvelle fonctionnalité, lui décrire son humeur pour qu'il choisisse un titre adéquat à celle-ci. Kéké revient en 2020 avec le dernier opus en date, Animal Crossing: New Horizons ou il se retrouve au centre du projet K, consistant à faire venir sa personne sur l'île pour augmenter l'attrait de celle-ci. C'est lui qui apparaîtra lorsque le joueur se couche pour la première fois. Il prononcera quelque phrases philosophiques et marquera le passage du jeu en temps réel. Après avoir atteint les trois étoiles sur l'île, Tom Nook remarquera un commentaire d'un certain K. L. .

« "[nom de l'île]… C'est une île au poil, à ce qu'on dit... J'irais bien en faire un tour à l'occasion…" »

Tom Nook se rend compte que ce sont les initiales de Kéké Laglisse le célèbre chanteur, et s'empresse d'appeler ses services pour lui proposer une potentielle venue sur l'île qu'il acceptera. Dès le lendemain, Kéké se produira en concert devant tout les résidents de l'île avec les crédits du jeu défilant tout le long de la chanson. À partir de ce concert, Kéké se produira tout les samedis sur l'île et comme dans l'opus New Leaf, proposera au joueur de choisir un titre, de le laisser choisir ou de choisir en fonction de l'humeur du joueur. Kéké viendra exceptionnellement jouer sa chanson Anniversaire Kéké si c'est l'anniversaire d'un joueur sur l'île.

### Hors-série
Dans Animal Crossing: Pocket Camp, C'est de nouveau Kéké qui aide le joueur dans ses débuts. Il pourra ensuite revenir si le joueur achète son siège au prix de 200 tickets verts la monnaie du jeu. Son beat box sera lui achetable pour 350 tickets verts et débloquera sa version DJ. Dans la version payante du jeu, Kéké se produit tout les soirs au Mont Chanson.

### Dōbutsu no Mori (film)
Kéké fait une petite apparition dans le film Dōbutsu no Mori sorti en 2005. Il interprète sa chanson Bossa de Kéké et est doublé par Shun Oguri.

### Autres
Kéké fait plusieurs apparitions dans les jeux de la série Super Smash Bros. entant que trophée mais aussi entant que personnage de fond dans le stage Smash Ville ou, comme un beau clin d'oeil, il prend place pour un concert lorsque la console est réglée le samedi à partir de 20h. Il revient comme costume pour le Tireur Mii dans l'opus suivant, Super Smash Bros. for Nintendo 3DS / for Wii U et comme esprit dans Super Smash Bros Ultimate (Kéké lui-même ainsi que DJ Kéké). Il fait aussi quelques apparitions dans la franchise Mario : Comme personnage de fond dans le circuit Animal Crossing de Mario Kart 8 ou il chante sa chanson Kéké route 66 et dans Super Mario Maker ou en scannant son amiibo, le joueur peut obtenir son personnage. Son costume est aussi disponible dans le jeu Miitopia.

## Opélie et Élisabec
Opélie et Élisabec (ぺりこ Periko, ぺりみ Perimi) sont des pélicans anthropomorphes de fiction apparaissant dans la série de jeux Animal Crossing. Opélie est née le 19 mars et Élisabec le 21 novembre.

### Histoire dans le jeu
Opélie et Élisabec apparaissent pour la première fois dans Animal Crossing où elles sont secrétaires municipales à la mairie, Opélie travaille le jour et Élisabec le soir et la nuit, puisque la mairie comme le bureau de poste est ouvert 24 heures sur 24. Elles tiennent ce poste jusqu’à Animal Crossing: New Leaf, où elles deviennent guichetières au bureau de poste, toujours avec les mêmes horaires.

### Caractères
Opélie et Élisabec ont des caractères totalement différents. Opélie et douce et gentille alors que Élisabec est grincheuse et pleurnicharde.

### Apparitions
- Animal Crossing: Population croissante : Sont secrétaires à la mairie.
- Animal Crossing: Wild World : Idem.
- Animal Crossing: Let's Go to the City : Idem.
- Animal Crossing: New Leaf : Deviennent guichetières au bureau de poste.

## Méli et Mélo
Méli et Mélo (まめきち Mamekichi, つぶきち Tsubukichi) sont des chiens viverrins anthropomorphes de fiction apparaissant dans la série de jeux vidéo Animal Crossing créée par Takashi Tezuka et Katsuya Eguchi. Ils sont vendeurs.

### Histoire dans le jeu
Méli et Mélo sont les neveux de Tom Nook. Du premier à l'avant-dernier opus de la série de jeux vidéo ils sont assistants dans la boutique de leur oncle. Puis dans Animal Crossing: New Leaf, ils reprennent l'enseigne de leur oncle devenu agent immobilier. Ils alternent la gérance du magasin, tantôt c'est Méli qui gère, tantôt c'est Mélo. Dans les galeries, Mélo travaille au rez-de-chaussée et Méli à l'étage.

### Apparitions
- Animal Crossing: Population croissante : Sont assistants dans le magasin de Tom Nook.
- Animal Crossing: Wild World : Assistants chez Tom Nook.
- Animal Crossing: Let's Go to the City : Assistants chez Tom Nook.
- Animal Crossing: New Leaf : Reprennent la gérance du magasin.
- Animal Crossing: New Horizon